# Emil Bergström
Emil Bergström (Stockholm, 19 mei 1993) is een Zweeds voetballer die doorgaans als centrale verdediger speelt. Hij tekende in juli 2018 een contract tot 2021 bij FC Utrecht, dat hem transfervrij inlijfde nadat hij eerder die maand zijn contract bij Roebin Kazan liet ontbinden. Bergström debuteerde in 2015 in het Zweeds voetbalelftal.

## Clubcarrière
Bergström speelde in de jeugd voor Spånga IS FK, IF Brommapojkarna en Djurgårdens IF. Op 15 april 2011 debuteerde hij voor Djurgårdens IF in de Allsvenskan tegen Malmö FF. In zijn debuutjaar kwam hij tot achttien wedstrijden in competitieverband. Op 30 juni 2013 scoorde hij zijn eerste doelpunt als prof. Dit doelpunt was historisch, omdat het het laatste doelpunt was dat gescoord werd in het oude Olympische stadion. Een maand later verhuisde de club naar de Tele2 Arena. in 2021 verhuurde FC Utrecht hem aan Willem II Tilburg.

## Clubstatistieken
| Seizoen | Club           | Land        | Competitie   | Wed. | Doelp. |
| ------- | -------------- | ----------- | ------------ | ---- | ------ |
| 2011    | Djurgardens IF | Zweden      | Allsvenskan  | 18   | 0      |
| 2012    | Djurgardens IF | Zweden      | Allsvenskan  | 23   | 1      |
| 2013    | Djurgardens IF | Zweden      | Allsvenskan  | 29   | 2      |
| 2014    | Djurgardens IF | Zweden      | Allsvenskan  | 30   | 2      |
| 2015    | Djurgardens IF | Zweden      | Allsvenskan  | 29   | 2      |
| 2016    | Roebin Kazan   | Rusland     | Premjer-Liga | 12   | 1      |
| 2016/17 | Roebin Kazan   | Rusland     | Premjer-Liga | 4    | 0      |
| 2016/17 | → Grasshopper  | Zwitserland | Super League | 18   | 1      |
| 2017/18 | → Grasshopper  | Zwitserland | Super League | 35   | 2      |
| 2018/19 | FC Utrecht     | Nederland   | Eredivisie   | 13   | 1      |
| 2019/20 | FC Utrecht     | Nederland   | Eredivisie   | 1    | 0      |
| 2019/20 | FC Basel       | Zwitserland | Super League | 8    | 0      |
| 2020/21 | FC Utrecht     | Nederland   | Eredivisie   | 6    | 0      |
| Totaal  | Totaal         | Totaal      | Totaal       | 226  | 12     |

## Interlandcarrière
Bergström debuteerde in 2012 voor Zweden –21. In die jeugdselectie speelde hij tweemaal; in januari 2015 maakte hij zijn debuut in het Zweeds voetbalelftal in een oefeninterland in de Verenigde Arabische Emiraten tegen Finland (0–1 verlies). In de tweede helft speelde hij in de plaats van Erik Johansson Malmö FF.